# Giandomenico Facchina
Giandomenico Facchina, né en 1826 à Sequals (dans l'actuelle province de Pordenone dans la région Frioul-Vénétie Julienne, alors dans le Royaume lombard-vénitien) et mort en 1903 à Paris, est un mosaïste italien, actif en France.

## Biographie
Originaire du Frioul, Giandomenico Facchina reçoit sa formation à Trieste et à Venise. Il travaille d'abord à la restauration des mosaïques anciennes, notamment à la basilique Saint-Marc à Venise.
Dans les années 1850, il se rend en France, d'abord à Montpellier où il est appelé pour travailler à la restauration de sols anciens.
Il dépose un brevet pour une méthode d'extraction des pavements de mosaïques antiques à l'Institut national de la propriété industrielle en 1858, en réutilisant une technique déjà pratiquée par les mosaïstes vénitiens. Il utilise également un dérivé de cette technique, la pose indirecte, qui permet une préfabrication des mosaïques en atelier et qui facilite le travail des mosaïstes. Dans cette technique par inversion, les tesselles de la mosaïque sont pré-assemblées et collées à l'envers sur un carton souple ; le mur destiné à accueillir la mosaïque est alors recouvert de mortier frais et la mosaïque déposée en une seule fois, ce qui réduit le temps de travail sur place et permet une réduction considérable des coûts de production. Cette technique rencontre un grand succès lors de l'Exposition universelle de 1855 et se répand rapidement. Elle permet à Facchina d'obtenir de nombreuses commandes. C'est ainsi qu'à Paris, il décora, entre autres, le nouvel opéra construit par Charles Garnier. 
Il est nommé chevalier de la Légion d'honneur.
Giandomenico Facchina a fondé à Sequals la première école de mosaïque, aujourd'hui l'hôtel de ville. En 1922, l'école a été déplacée à Spilimbergo.
Jusqu’à sa mort en 1903, Giandomenico Facchina partage son temps entre ses ateliers de Venise et de Paris. Il est inhumé à Paris au cimetière du Père-Lachaise (41e division).

## Maison natale à Sequals
Sur la façade du lieu de naissance de Facchina sur la Piazza Cesarina Pellarin à Sequals, en plus de la déesse Minerve (emblème des arts décoratifs) au-dessus de la porte d'entrée, sur quatre panneaux de mosaïque, l'art de la mosaïque et du design sont représentés : les tesselles et la palette de couleurs, les outils du terrassier et du mosaïste : l'équerre et le compas entrelacés, le marteau, la truelle, le seau, le rouleau, le maillet, le fer à battre, l'ours, etc.

## Œuvres dans les collections publiques
- Agde : château Laurens.
- Alger : cathédrale Saint-Philippe (aujourd'hui mosquée Ketchaoua)[3].
- Albert (Somme) : basilique Notre-Dame de Brebières, mosaïque du couronnement de la Vierge.
- Gap : mosaïque de la cathédrale Notre-Dame-et-Saint-Arnoux[4].
- Limoges : hôtel de ville
- Lourdes : basilique Notre-Dame du Rosaire (les Mystères du Rosaire).
- Paris :
  - Printemps Haussmann ;
  - bibliothèque Sainte-Barbe ;
  - Comptoir national d'escompte de Paris ;Détail de mosaïque de sol du vestibule du Petit Palais à Paris.
  - galerie Vivienne ;
  - Le Bon Marché ;
  - lycée Chaptal ;
  - lycée Louis-le-Grand ;
  - musée Carnavalet ;
  - musée Galliera ;
  - musée Grévin ;
  - opéra Garnier ;
  - théâtre national de l'Opéra-Comique ;
  - Petit Palais ;
  - théâtre Antoine ;

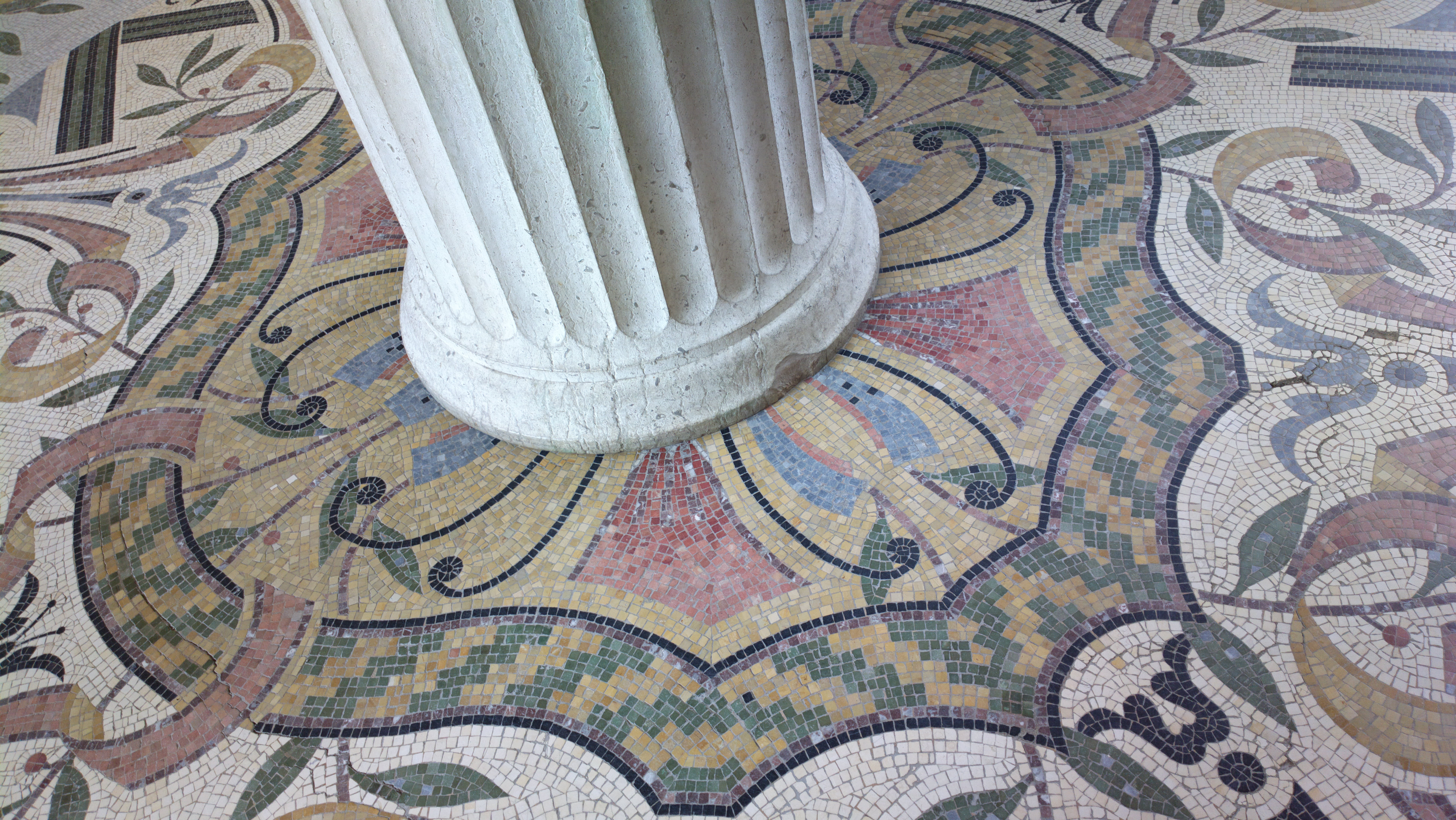
Détail de mosaïque de sol du vestibule du Petit Palais à Paris.

  - bâtiments du ministère de l'intérieur, rue Cambacérès.

Œuvres de Giandomenico Facchina
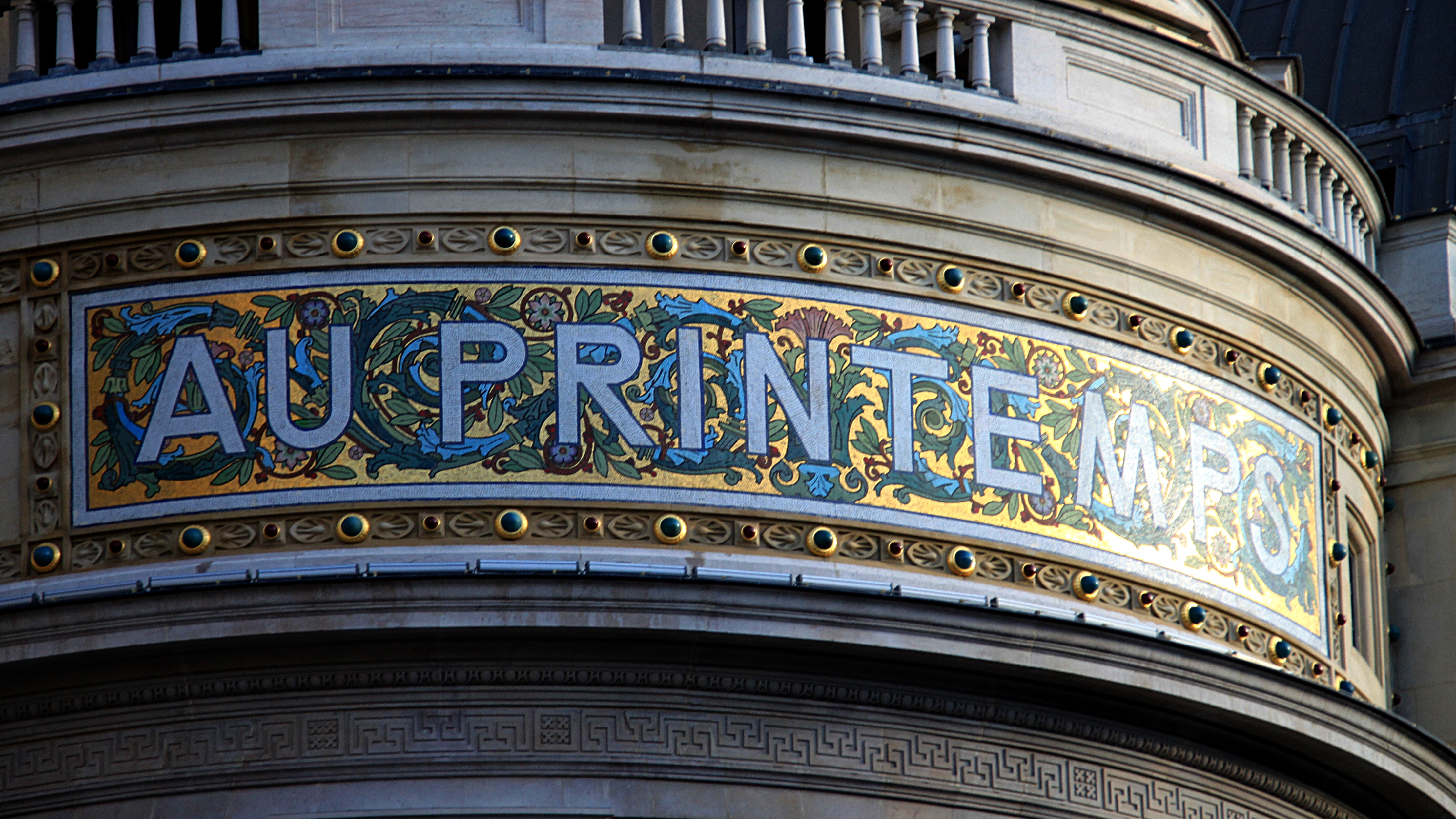
Enseigne du Printemps Haussmann à Paris.
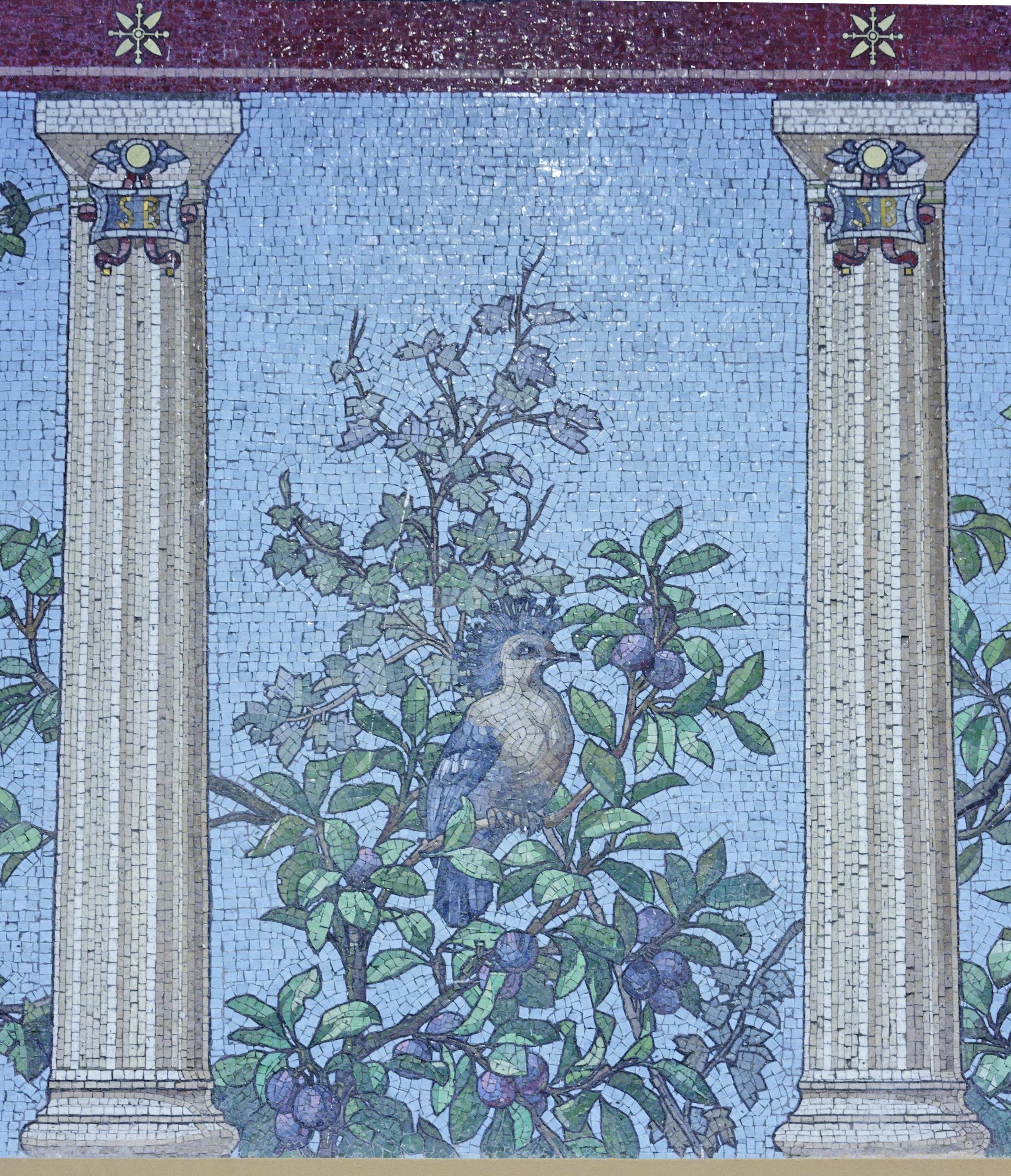
Détail de la mosaïque ornant le réfectoire de la bibliothèque Sainte-Barbe à Paris.
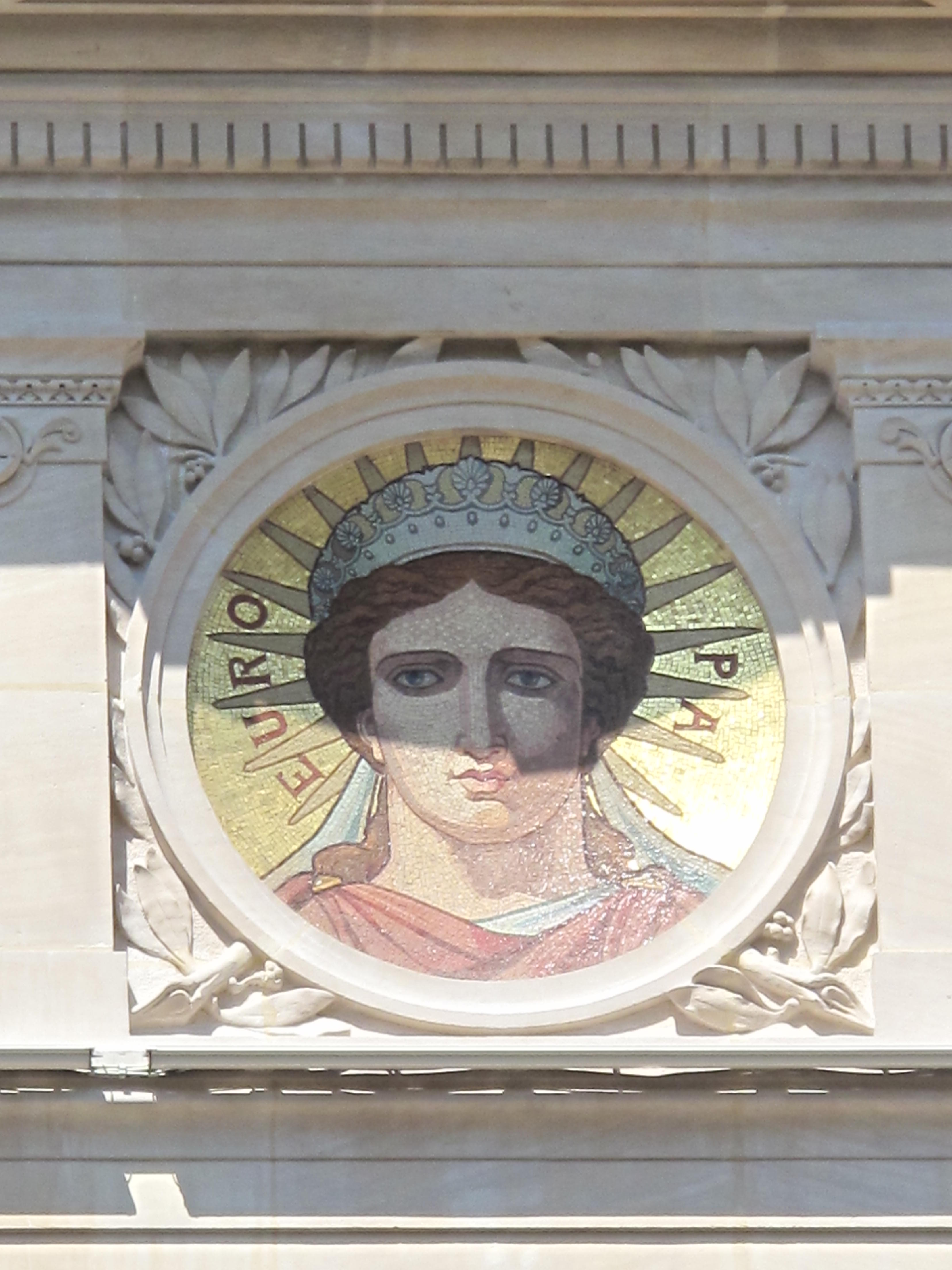
Europa, façade du Comptoir national d'escompte de Paris.
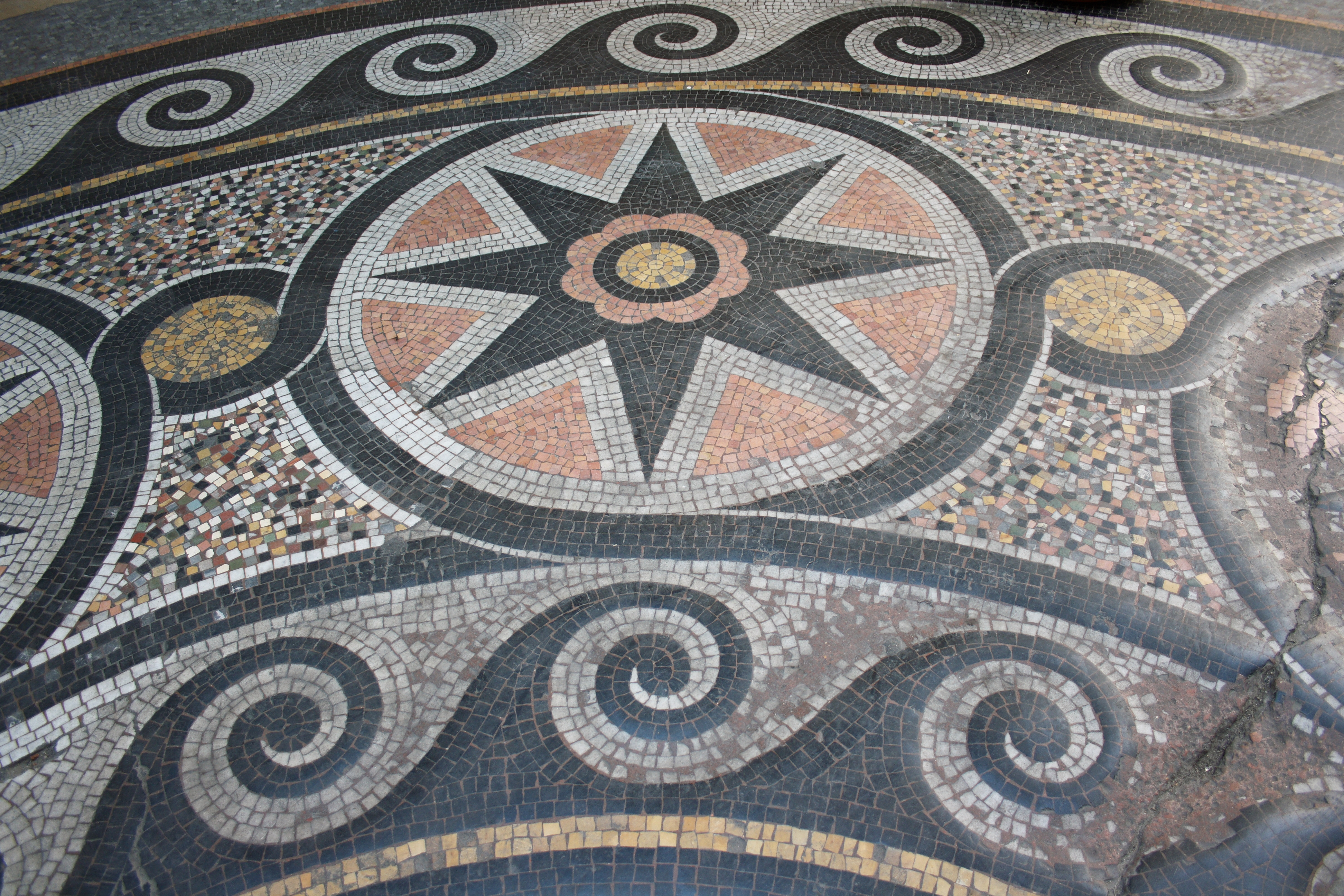
Détail de mosaïque de sol de la galerie Vivienne à Paris.